# Indiana Jones and his Desktop Adventures
Indiana Jones and his Desktop Adventures is een computerspel uit 1996, gebaseerd op het personage Indiana Jones.

## Verhaal
Het spel speelt zich af in Mexico tijdens de jaren 30 van de 20e eeuw. De speler bestuurt Indiana Jones, die verschillende puzzels moet oplossen om het spel te halen. Elk spel duurt ongeveer 30 minuten. De plot, omvang en uitkomst van elk spel worden willekeurig samengesteld bij het begin. Derhalve verschillen locaties en voorwerpen die de speler bezoekt per keer dat het spel gespeeld wordt.

## Besturing
Besturing gebeurt vooral met de pijltoetsen of met de muis. Om van wapen te wisselen wordt een klassiek “drag and drop”-systeem gebruikt.
De personages waar Indy in het spel mee spreekt gebruiken simpele tekstballonnen om zich verstaanbaar te maken.
Bij aanvang van het spel moet doorgaans eerst een kaart worden gevonden van het gebied. Op de kaart zijn reeds verkende gebieden licht gekleurd en nog onbekende gebieden donker. Tevens staat op een kaart aangegeven waar deuren en puzzels zijn.

## Wapens
In het spel gebruikt Indy de volgende wapens:
Zweep - Indy's traditionele wapen, maar ook het minst effectieve wapen in het spel.
Pistool – Indy’s secundaire wapen dat hij vrijwel altijd bij zich heeft.
Kapmes – een wapen dat vooral geschikt is voor gevechten van dichtbij. Qua kracht is het mes niet veel sterker dan de zweep.
Pijl-en-boog – een wapen dat vooral handig is voor aanvallen van op afstand.
Speer – Een wapen dat voor zowel dichtbij als veraf kan worden gebruikt.
Maquahuitl – een zeldzaam wapen dat maar in een paar levels gevonden kan worden.

## Vijanden
De vijanden die men in het spel tegen kan komen zijn vrijwel per verhaal hetzelfde. De vijanden kunnen zowel dieren als mensen zijn. De dieren zijn vaak gevaarlijker.
Nazi's’ - Indy's bekendste tegenstanders.
Bandits – mannen met sombrero’s die dezelfde eigenschappen hebben als de nazi’s.
Natives – inboorlingen die vaak rond tempels worden aangetroffen. Ze zijn erg snel en derhalve lastig te raken.
Slangen – de enige dieren waar Indy bang voor is. Slangen zijn erg snel en kunnen veel schade aanrichten.
Spiders – iets groter dan normale spinnen. Ze zijn echter makkelijk te verslaan.
Schorpioenen – zijn net als de andere dieren makkelijk uit te schakelen.
Jaguars – de gevaarlijkste van de dierlijke tegenstanders.

## Verkrijgbaar
LucasArts verkoopt het spel niet langer. Daarom is het tegenwoordig lastiger te krijgen. Ook werd het spel oorspronkelijk alleen op diskette verkocht, zodat installatie op een hedendaagse computer vaak lastig is.

## Systeeminformatie
- Pc Windows
  - Operatiesysteem: Windows 3.1 of hoger
  - Computer: IBM en 100% compatibles.
  - CPU: 486/33 of sneller.
  - Geheugen: 8MB RAM vereist.
  - Grafische kaart: PCI Graphics card vereist.